# Phyllotreta zimmermanni
Phyllotreta zimmermanni es una especie de insecto coleóptero de la familia Chrysomelidae. Fue descrita por Crotch en 1873.
De distribución holártica. En Norteamérica es considerado invasivo.